# Hadsel
68°33′47″N 14°54′20″Ø / 68.56306°N 14.90556°Ø
Hadsel er en kommune i Nordland fylke i Norge. Den er den sydligste kommune i Vesterålen. Den grænser i nord og øst til Sortland, i sydøst til Lødingen, og i syd til Vågan.
Kommunen er spredt over fire store øer (deraf kommunevåbnet), Hadseløya, Hinnøya, Langøya og Austvågøy, og mange mindre som f.eks. Børøya. Omtrent 70% af befolkningen bor på Hadseløya. Hadseløya, Børøya og Langøya er knyttet sammen med to broer.
Stokmarknes er kommunens administrationscentrum, mens Melbu er den anden større by i kommunen.

## Fjorde, fjeld og øer i Hadsel
- Trollfjorden
- Brottøya

## Ændringer af kommunegrænser
- Oprindelig omfattede Hadsel kommune hele Eidsfjorden, med undtagelse af den aller yderste del i vest, som tilhører Bø. 1. januar 1963 blev indre Eidsfjord overført til Sortland kommune. Området havde 1.360 indbyggere.